# Stevo Pendarovski
Stevo Pendarovski (Skopje, 3 aprile 1963) è un politico macedone.
È stato presidente della Macedonia del Nord dal 2019 al 2024 dopo aver vinto le elezioni presidenziali del 2019.